# مقر شرکت

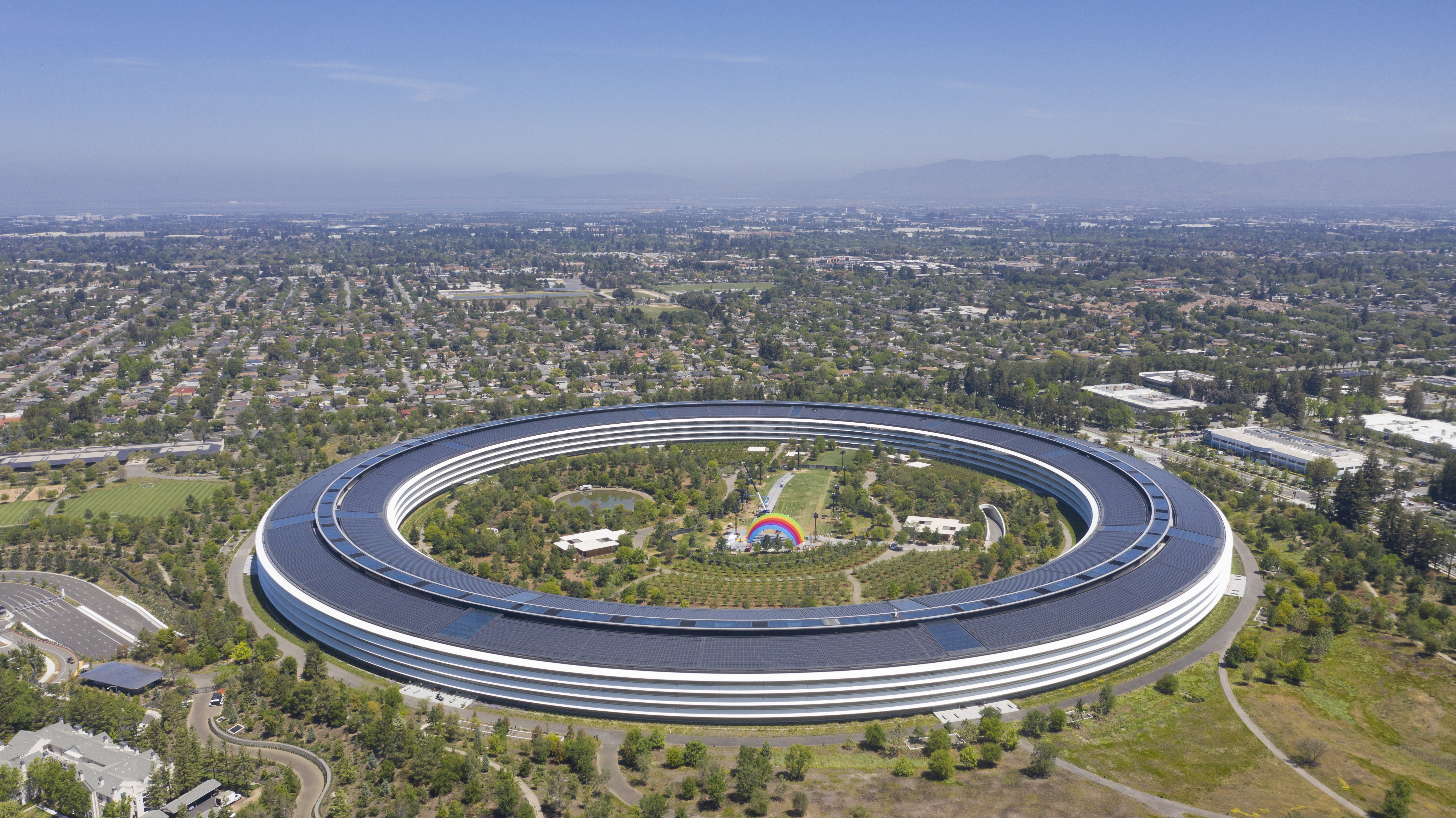
اپل پارک، مقر شرکت اپل

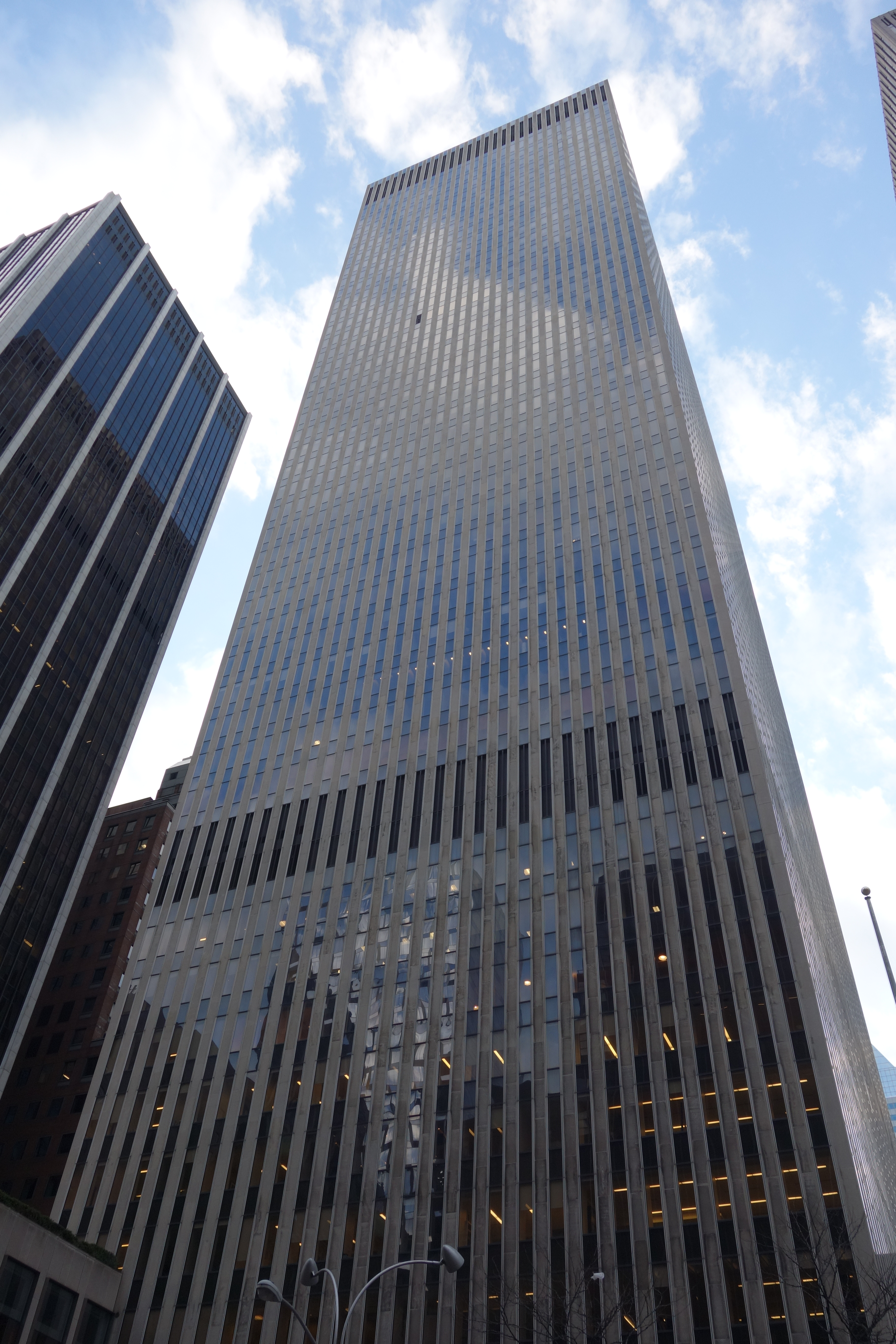
ساختمان نیوزکورپ، مقر فاکس نیوز

مقر ابرشرکتی بخشی از ساختار یک ابرشرکت است، که کارهایی مثل برنامه‌ریزی استراتژیک، ارتباطات، بررسی مالیات، امور قانونی، بازاریابی، امور مالی، منابع انسانی و فناوری اطلاعات را بر عهده دارد. مقرهای یک شرکت در موفقیت آن و راهبری شرکتی نقش مهمی دارد. مقر ابرشرکتی به عنوان دفتر مرکزی نیز شناخته می‌شود و محل استقرار افراد کلیدی یک شرکت مثل مدیر عامل اجرایی، مدیر عملیات، مدیر ارشد فناوری و مدیر ارشد مالی است.

## نقش مقر ابرشرکتی
یک مقر ابرشرکتی می‌تواند وظایف گوناگونی داشته‌باشد. نقش‌های عمده در چنین دفاتری عبارتند از:
- عملکردهای عمومی
- خدمات مشترک
- ایجاد ارزش
- کنترل بخش‌ها